# Nicolás Reyes
Nicolás Reyes (Arlés, 24 de noviembre de 1958) es un cantante y guitarrista francés de origen gitano-español, líder y vocalista del grupo musical Gipsy Kings.

## Biografía

### Primeros años de vida
Nicolás Reyes, es el tercer hijo del cantante de flamenco español José Reyes y de la francesa Clementine Nésanson. Tiene dos hermanos mayores, Pablo y Canut, y dos menores, Patchai y André. Todos ellos son miembros activos del grupo Gipsy Kings.

### Familia
Tiene un hijo llamado, Georges, quien nació en 1996, es brasileño y vive en Perú. Georges participa en la banda junto a su padre.
Actualmente Nicolás reside en el sur de Francia con los otros miembros de Gipsy Kings y sus respectivas familias.

## Vida artística
Nicolás canta varios estilos diferentes de música, pero principalmente canta la tradicional y popular versión de flamenco y rumba. Con su apasionada y ronca voz es uno de los más famosos cantantes de flamenco. Las canciones de Gipsy Kings como Bamboleo, Hotel California y muchas otras cantadas por él han estado en el primer lugar de las carteleras. También toca la guitarra con la mano izquierda, usando una guitarra con las cuerdas al revés y da palmas. Nicolás continuó cantando con el grupo a pesar de que Canut y Patchai también son vocalistas y a su vez en algunas canciones son los vocalistas principales. 
1. ↑  «Copia archivada». Archivado desde el original el 20 de junio de 2018. Consultado el 9 de septiembre de 2009.